# Karl Mögling

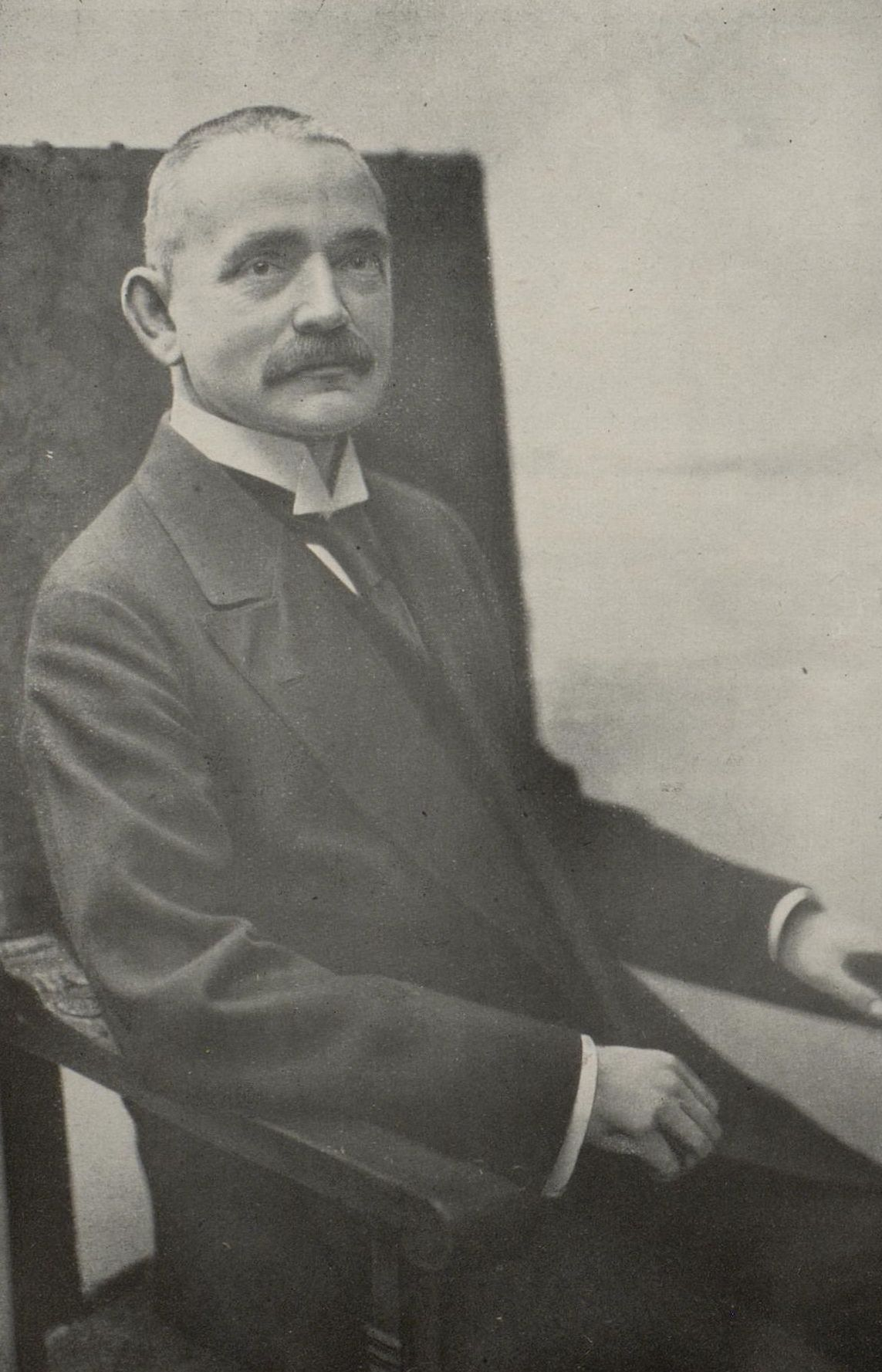
Karl Mögling

Karl Mögling (* 10. November 1868 in Dörrenzimmern; † 17. Mai 1920) war württembergischer Oberamtmann.

## Leben
Der Sohn eines Professors am Tübinger Gymnasium studierte 1888 bis 1892 Regiminalwissenschaft an der Universität Tübingen. Er war Mitglied der Verbindung Normannia Tübingen.  Nach der zweiten Dienstprüfung 1894 war er 1895 stellvertretender Amtmann am Oberamt Heilbronn, 1895 bis 1897 beim Oberamt Tübingen und ab 1897 beim Oberamt Blaubeuren, wo er 1898 zum Amtmann avancierte. 1901 wechselte er als Kollegialhilfsarbeiter und Assessor zur Regierung des Donaukreises nach Ulm. 1905 wurde er Oberamtmann beim Oberamt Mergentheim und 1912 kam er ans Oberamt Heilbronn, das er im Rang eines Regierungsrats bis zu seinem Tod leitete.
Karl Mögling wurde mit dem preußischen Roter Adlerorden 4. Klasse ausgezeichnet.